# Ajaeng

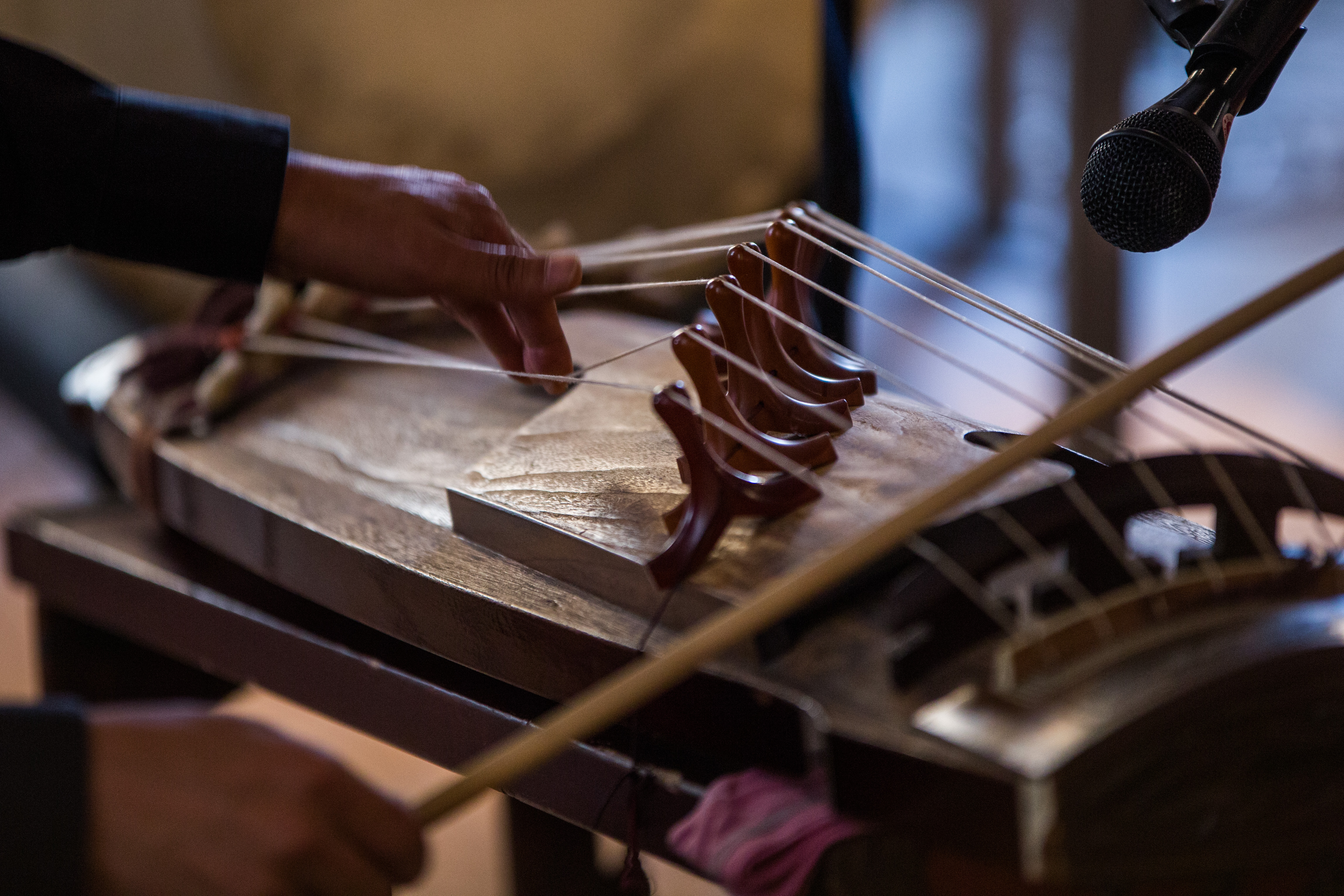
Ajaeng

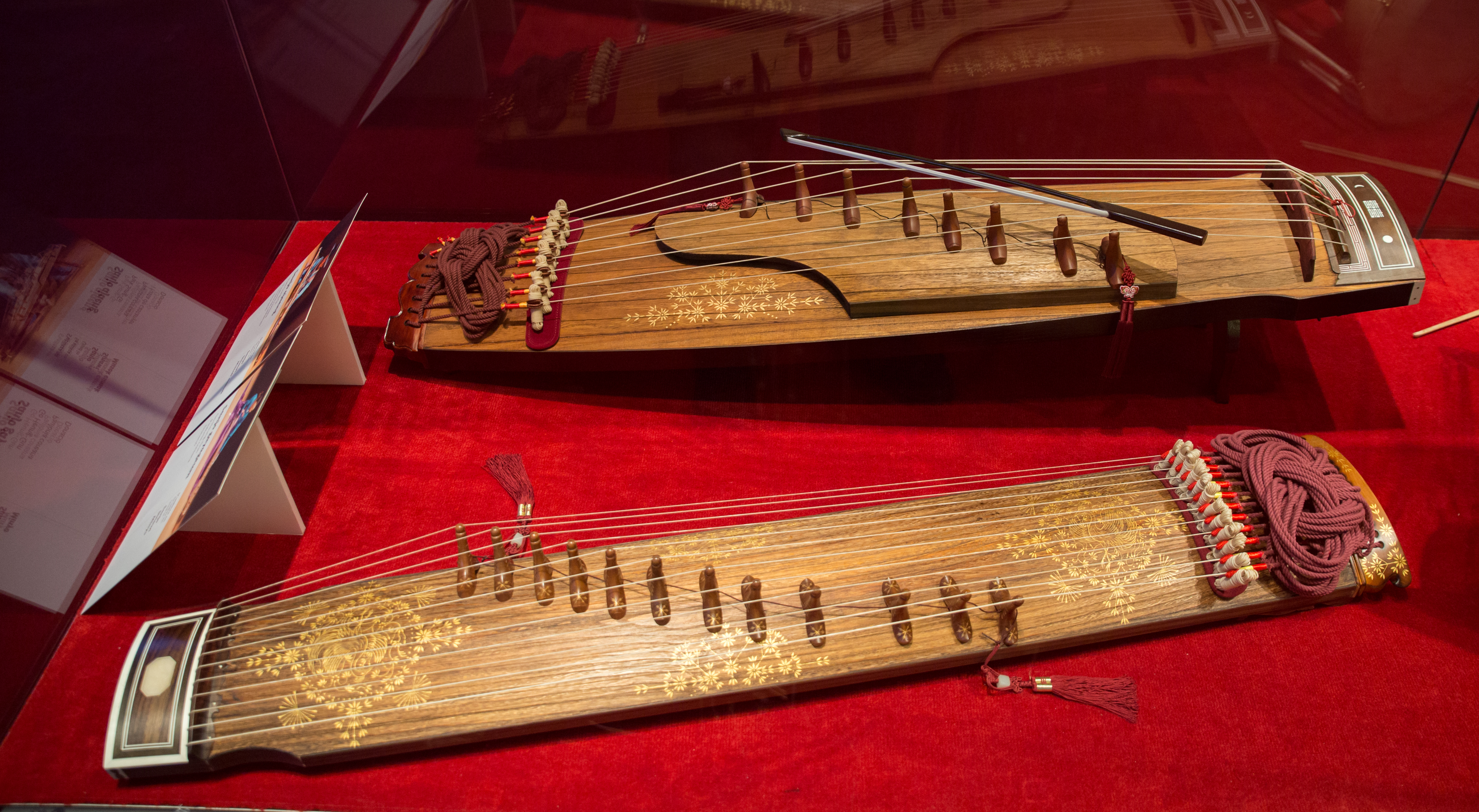
Sanjo ajaeng (dalt) i sanjo gayageum (baix)

L'ajaeng és un cordòfon coreà similar a la cítara. Hi ha dues versions actuals: l'ajaeng pròpiament dit, que ha format part de les agrupacions de música de la cort durant segles, i el sanjo ajaeng, més petit, inventat als anys 1960, utilitzat a la música tradicional.
La versió antiga mesura uns 160 centímetres de llarg i 24 centímetres d'ample, amb set cordes fetes de seda entorxada, que es freguen amb una vara de fusta forsítia amb resina, de 65 centímetres de llargada, que es frega a les cordes com si fos un arquet. L'instrument és fet de fusta de paulònia, que es posa al damunt d'un petit estand de quatre potes.
Les cordes parteixen d'un pont corbat a la dreta, passant per sobre de set petits ponts de fusta mòbils ("peus salvatges"), fins a arribar a un altre pont corb a l'esquerra; la longitud del so, des del pont dret fins al mòbil, és diferent per a cada corda i es pot ajustar fàcilment per a afinar-les.
L'intèrpret s'asseu al costat de l'instrument, però en realitat no el recolza com ho faria amb el komun'go o el kayagum; passa la vara o l'arquet amb la mà dreta, pressionant les cordes amb la mà esquerra (a pocs centímetres de la posició esquerra dels ponts mòbils) per obtenir els tons intermedis i el vibrato.
Té un so greu similar al del violoncel, però més ronc. Alguns intèrprets contemporanis prefereixen utilitzar un arquet amb cerres abans que el pal, considerant que dona un so més suau. L'instrument es fa servir a la música de cort, a la música aristocràtica, a la música tradicional, la música clàssica contemporània en bandes sonores de pel·lícules.

## Història
El terme ajaeng deriva del xinès yazheng (simplificat: 轧筝; tradicional: 軋箏). L'ajaeng arribà a Corea des de la Xina (vegeu Yazheng), juntament amb la llarga cítara taejaeng, durant la dinastia Koryo (918-1392), i era utilitzat només al tangak; més tard també es va adoptar al hyangak. Al tractat Akhak kwebom (1493) apareixen força afinacions i modes per a l'instrument i mostra el seu rol a les agrupacions musicals de la cort.
En el present l'ajaeng apareix tant a les formacions antigues com a les modernes, sovint aparellat amb l'haegum, l'altra instrument de corda fregada de Corea, els dos instruments tocant la mateixa línia melòdica. Per la seva facilitat per a mantenir el so suspès de les notes apareixen sovint als anomenats grups de vent. El repertori de la cort inclou peces importants com Sujech'on i Yomillak (hyangak), Pohoja i Nagyanghch'un (tangak) i música cerimonial com les suites tocades en el ritu anual de sacrifici al Santuari Ancestral Reial (Jongmyo). Trobem sovint l'ajaeng a formacions de música tradicional o acompanyant dansa xamànica. Des de la invenció del sanjo ajaeng l'instrument ha afavorit el virtuosisme en el sanjo. El modern ajaeng sanjo és bàsicament una versió més petita de l'ajaeng, d'uns 120 cm de longitud, i té vuit cordes.